# Csák József (cselgáncsozó)
Csák József (Budapest, 1966. november 10.) olimpiai ezüstérmes, Európa-bajnok cselgáncsozó, edző.

## Sportolói pályafutása
1976-tól az Újpesti Dózsa, illetve az Újpesti TE versenyzője, edzője Czinege József volt. Nevelő edzői Erdődi Miklós, majd Muszil Ferenc, Andrássy László, Horváth István.
Súlycsoportja felnőtt versenyzőként a 60 kg volt, majd a súlycsoport-változtatások után 65 kg-ban versenyzett. Cselgáncsban 6 dan fokozattal rendelkezik.
1986-ban húszévesen nyert Európa-bajnokságot. Négyszer vett részt az ötkarikás játékokon: Szöulban (1988), Barcelonában (1992), Atlantában (1996) és Sydneyben (2000). Barcelonából olimpiai ezüsttel, Atlantából 5. hellyel tért vissza.
1995-ben a tokiói világbajnokságon ötödik helyen végezett. 1986-ban Európa-bajnok Belgrádban. Európa-bajnokságon 2 alkalommal a dobogó második fokára állhatott: 1991-ben és 2000-ben. 1989-ben bronzérmes.

## Díjai, elismerései
- Magyar Köztársasági Ezüst Érdemkereszt (1992)
- Az év magyar cselgáncsozója (1996, 2000)

## Sportvezetőként
2003-tól 2005-ig a Magyar Judoszövetség főtitkára volt. 2005-től a magyar női válogatott, majd 2008-tól India szövetségi kapitánya lett.